# Italiaanse Oorlog (1521-1526)
De Italiaanse Oorlog van 1521–1526 was een van de Italiaanse Oorlogen. Frans I van Frankrijk en de republiek Venetië stonden tegenover keizer Karel V, Hendrik VIII van Engeland en de Kerkelijke Staat. Het conflict ontstond uit onvrede over de verkiezing van Karel V als keizer in 1519–20 en omdat paus Leo X met Karel tegen Maarten Luther streed. Hoewel het huis Habsburg en het huis Valois in eerdere conflicten van de Italiaanse oorlogen al tegenover elkaar hadden gestaan, werd de controverse met de verkiezing van Karel V tot keizer op scherp gezet en zou het tot in de 18e eeuw een grote rol spelen in de Europese politiek.
De oorlog brak uit toen koninkrijk Frankrijk eind 1521 Navarra en de Habsburgse Nederlanden aanviel. Keizerlijke troepen keerden de invasie en vielen Noord-Frankrijk binnen, waar zij op hun beurt tot staan werden gebracht. De paus, de keizer en Hendrik VIII sloten daarna een alliantie tegen Frankrijk waarna vijandelijkheden begonnen op het Italiaanse schiereiland. Tijdens de Slag bij Bicocca versloegen keizerlijke en pauselijke troepen de Fransen die uit Lombardije werden verdreven. Na de slag begonnen weer gevechten op Frans grondgebied, terwijl Venetië een aparte vrede tekende. De Engelsen vielen Frankrijk in 1523 binnen, terwijl Karel III van Bourbon Frans I verraadde en zich bij de keizer aansloot, omdat Frans I hem zijn gebieden had afgenomen. Een Franse poging in 1524 om Lombardije te heroveren mislukte, waarna Bourbon de Provence binnenviel aan het hoofd van een Spaans leger.
Frans leidde zelf de tweede aanval op Milaan in 1525. Aanvankelijk wist hij de Spaanse en keizerlijke troepen terug te drijven, maar na de verpletterende nederlaag in de Slag bij Pavia - waarbij hij gevangen werd genomen en veel van zijn edelen werden gedood - kwam de oorlog tot een einde. Terwijl hij gevangen werd gehouden in Spanje tekende hij de Vrede van Madrid en moest hij zijn aanspraken op Milaan, het koninkrijk Napels, Franche-Comté, Kroon-Vlaanderen en Artesië opgeven. Al slechts enkele weken na zijn vrijlating zei hij het verdrag op en begon de Oorlog van de Liga van Cognac. Hoewel de Italiaanse Oorlogen nog zo'n drie decennia zouden voortduren, eindigden ze zonder dat Frankrijk zijn voormalige bezittingen in Italië kon heroveren.
Gedurende deze periode nam de druk van het Ottomaanse Rijk richting het westen toe.

## Aanloop
Rond 1518 begon de vrede van na de Slag bij Marignano uiteen te vallen. De grootmachten - Frankrijk, Engeland, Spanje en het Heilige Roomse Rijk - waren naar buiten toe vriendschappelijk en hielden zich aan het Verdrag van Londen, waarin afgesproken was dat men elkaar zou helpen indien een aangesloten land aangevallen zou worden tegen het land dat de vrede verbrak. Ze waren echter verdeeld over de vraag van de keizerlijke opvolging. Keizer Maximiliaan I wilde een Habsburger als opvolger en schoof zijn kleinzoon Karel naar voren, terwijl Frans I zichzelf naar voren schoof als alternatieve kandidaat. Tegelijkertijd kregen de paus en de keizer te maken met de groeiende invloed van Maarten Luther, die aanhang verwierf onder opportunistische keizerlijke adel, terwijl Frans te maken kreeg met kardinaal Thomas Wolsey, die tussenbeide kwam in de conflicten om de invloed van Engeland en zichzelf te vergroten.

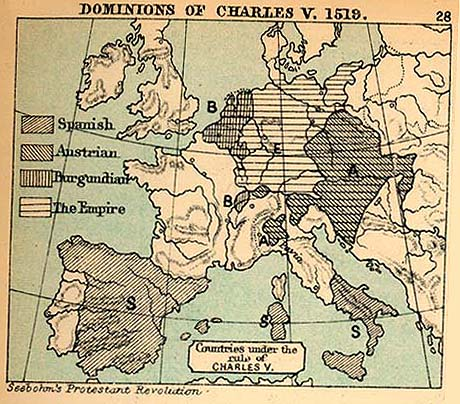
De gebieden onder Karel V in 1519.

Met de dood van Maximiliaan in 1519 kwam de keizerlijke herverkiezing op de voorgrond van de Europese politiek. Paus Leo X, bedreigd door Spaanse troepen op zo'n 60 kilometer van het Vaticaan, steunde de Franse kandidaat. De keurvorsten steunden beide kandidaten, met uitzondering van Frederik III van Saksen, die niet wilde meewerken aan een campagne. Voor zijn dood had Maximiliaan al 500.000 florijnen geboden aan de keurvorsten in ruil voor hun stem, maar Frans bood tot drie miljoen, waarna Karel terugsloeg door grote bedragen te lenen van de Fugger-familie. De uiteindelijke uitkomst werd uiteindelijk echter niet bepaald door de exorbitante bedragen smeergeld en de belofte van paus Leo X om de aartsbisschop van Mainz zijn vaste pauselijk legaat te maken. De algemene weerstand onder de bevolking tegen een Franse keizer gaf de keurvorsten een pauze. Toen Karel een leger op de been bracht in de buurt van Frankfurt waar zij vergaderden, kozen zij hem gehoorzaam. Hij werd tot keizer van het Heilige Roomse Rijk gekroond op 23 oktober 1520, terwijl hij toen al de Spaanse kroon en de Habsburgse Nederlanden in bezit had. Hij had in Spanje wel te maken met de Opstand van de Comunidades die tot 1522 zou duren.
Kardinaal Thomas Wolsey bood de bemiddeling aan van Engeland om de onenigheid tussen Frans en Karel op te lossen, in de hoop de invloed van Hendrik VIII in Europa te vergroten. Hendrik en Frans hadden een extravagante bijeenkomst op het Goudlakenkamp. Daarna nodigde Wolsey Karel uit in Calais. Na de bijeenkomsten hield Wolsey zich voornamelijk bezig met het vergroten van zijn eigen status in voorbereiding van het komende conclaaf en zette een conferentie op in Calais die tot april 1522 duurde, maar geen resultaat opleverde.

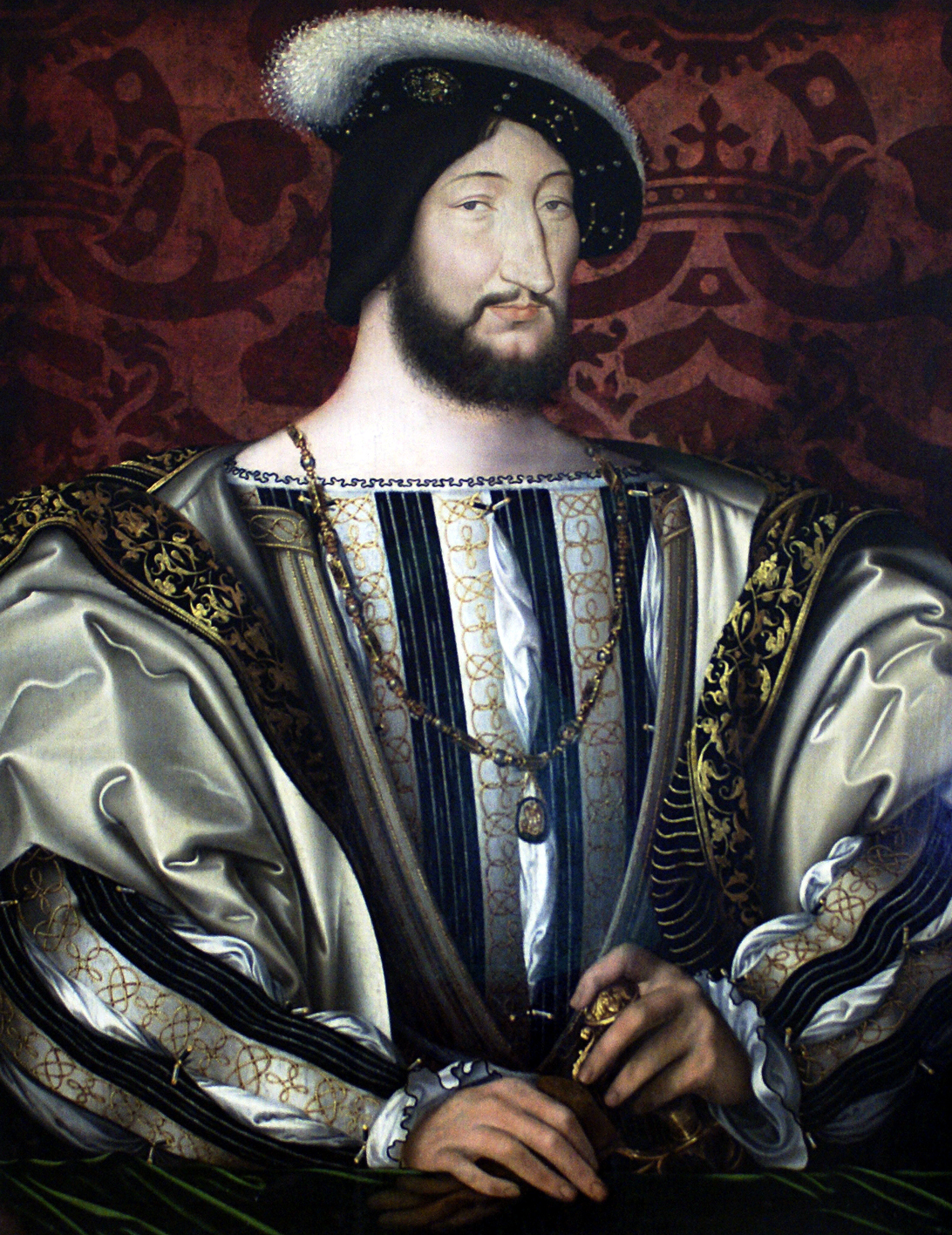
Frans I van Frankrijk, door Jean Clouet. Frans, belemmerd in zijn ambitie om keizer te worden, stortte Europa in oorlog.

In december begonnen de Fransen zich voor te bereiden op oorlog. Frans wilde Karel niet openlijk aanvallen, omdat Hendrik duidelijk had gemaakt om de aangevallen partij te steunen. In plaats daarvan ging hij over tot slinkse vijandelijke invallen in keizerlijk en Spaans gebied. Eén aanval zou zich richtten op de Maas onder leiding van Robrecht III van der Marck. Tegelijkertijd zou een ander leger Navarra aanvallen. Deze aanval zou onder leiding gaan van Hendrik II van Navarra, die het vorstendom in 1512 aan Ferdinand II van Aragón verloren had. De werkelijke leiding lag in handen van Lesparre, de broer van Odet de Foix. De financiering kwam van de Fransen, maar die zouden elke betrokkenheid ontkennen. Het Franse plan mislukte doordat Hendrik III van Nassau-Breda de aanval op de Maas afsloeg en hoewel Lesparre aanvankelijk de overwinning haalde in de Slag bij Pamplona werd hij uit Navarra verdreven na zijn nederlaag in de Slag bij Esquiroz op 30 juni 1521.
Karel was ondertussen bezig met Maarten Luther die hij voor zich riep tijdens de Rijksdag van Worms in maart 1521. De keizer, die geen Duits sprak, beschouwde het katholicisme als een natuurlijk bindmiddel voor de verschillende vorstendommen onder hem. Paus Leo X was niet bereid deze openlijke afwijzing van zijn autoriteit te tolereren, zodat Karel met de paus in een gedwongen bondgenootschap tegen Luther optraden, die echter gesteund werd door Frederik III van Saksen en Franz von Sickingen. Op 25 mei vaardigden Karel en kardinaal Girolamo Aleandro, de pauselijke nuntius, het Edict van Worms uit tegen Luther. Daarnaast beloofde de keizer de teruggave van Parma en Piacenza aan de Medici en Milaan aan de Sforza. Leo had het keizerlijke mandaat nodig voor de strijd tegen de in zijn ogen gevaarlijke ketterij en beloofde te helpen in het verdrijven van de Fransen uit Lombardije, zodat Frans alleen de Republiek Venetië als bondgenoot over had.

## Eerste stappen (1521–1522)
In juni vielen keizerlijke troepen onder Hendrik III van Nassau-Breda Noord-Frankrijk binnen, waarbij de steden Ardres en Mouzon met de grond gelijk werden gemaakt en het beleg werd geslagen rond Doornik. Ze werden vertraagd door de zware tegenstand tijdens het Beleg van Mézières waar de Fransen onder leiding stonden van Pierre Terrail de Bayard en Anne van Montmorency. Door deze vertraging kregen de Fransen tijd om troepen te verzamelen om de aanval af te slaan. Op 22 oktober 1521 zocht Frans bij Valencijn het keizerlijke leger op dat werd aangevoerd door Karel V zelf. Ondanks de aansporingen van Karel III van Bourbon twijfelde Frans aan te vallen, waardoor Karel V tijd kreeg zich terug te trekken. Toen de Fransen eindelijk klaar waren om aan te vallen maakte zware regenval het onmogelijk om de achtervolging in te zetten, zodat de keizerlijke troepen zich zonder slag te leveren konden terugtrekken. Kort daarna veroverden Franse troepen onder Bonnivet en Claude van Lotharingen de stad Fuenterrabía aan de monding van de Bidasoa aan de Frans-Spaanse grens. Hierdoor hadden de Fransen een gunstig bolwerk in Noord-Spanje dat de twee jaar daarna in hun handen zou blijven.

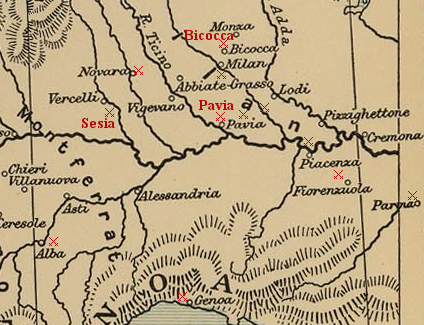
Veldslagen in Lombardije (1521 – 1525). Afgebeeld de slagen bij Bicocca, de Sesia en Pavia.

Tegen november was de situatie voor de Fransen aanzienlijk verslechterd. Karel V, Hendrik VIII en de paus tekenden een alliantie tegen Frans op 28 november. Odet de Foix, de Franse gouverneur van Milaan, kreeg de taak om de keizerlijke en pauselijke troepen te weerstaan. Hij werd echter verslagen door Prospero Colonna en eind november was hij gedwongen Milaan te verlaten en trok hij zich terug naar een ring van steden rond de Adda. Daar werd Lautrec versterkt door een nieuwe lichting Zwitserse landsknechten. Omdat hij geen geld had om ze direct te betalen, gaf hij toe aan hun eis om de keizerlijke troepen direct aan te vallen. Op 27 april 1522 viel hij het gecombineerde pauselijk-keizerlijk leger onder Colonna aan in de Slag bij Bicocca. Lautrec was van plan gebruik te maken van zijn overwicht aan artillerie, maar de ongeduldige Zwitsers liepen in de weg van zijn kanonnen en vielen de ingegraven Spaanse haakbusschutters aan. In het strijdgewoel leden de Zwitsers zware verliezen door toedoen van de Spanjaarden onder Francesco de Avalos en landsknechten onder Georg von Frundsberg. Nadat hun moraal was gebroken, keerden de Zwitsers terug naar huis. Lautrec had te weinig troepen om de campagne voort te zetten en verliet Lombardije. Colonna en d'Avalos, nu zonder tegenstand, begonnen aan het Beleg van Genua (1522), waarna zij de stad op 30 mei veroverden.
Karel van Gelre maakte tijdens de Gelderse Oorlogen in 1521 gebruik van zijn bondgenootschap met Frans I van Frankrijk om zich uit te laten roepen tot heer van de Ommelanden en in één moeite door bezette hij het Oversticht. Het jaar daarop werd hij ingehuldigd in de stad Groningen en Drenthe. Dit was mogelijk omdat de macht hier in handen was van herenboeren, hoofdelingen, die nog weleens wisselden van partij. Karel van Gelre werd gesteund door de hoofdelingen van de Vetkopers. Dit alles bracht hem in conflict met de door Karel V aangestelde Georg Schenck van Toutenburg die in 1522 Friesland onder zijn gezag wist te brengen.

## Frankrijk in bedwang (1522–1524)
Na de nederlaag van Lautrec kwam Engeland openlijk in het conflict. Eind mei 1522 bracht de Engelse ambassadeur Frans een ultimatum waarin een aantal beschuldigingen tegen Frankrijk werden opgesomd, met als belangrijkste de steun voor John Stewart, de hertog van Albany in Schotland, die allemaal ontkend werden door de koning. Hendrik VIII en Karel V tekenden het Verdrag van Windsor op 16 juni 1522. Het verdrag bepaalde een gezamenlijke Engels-keizerlijke aanval tegen Frankrijk, waarvoor beide partijen elk minstens 40.000 man zou leveren. Karel V ging akkoord om het pensioen te compenseren dat verloren zou gaan door het conflict met Frankrijk en de oude schulden te betalen die verbeurd verklaard zouden worden. Om de alliantie te bekronen ging hij er ook mee akkoord om Hendriks enige dochter te trouwen, zijn nicht Maria. In juli vielen de Engelsen Bretagne en Picardië aan vanuit Calais. Frans was niet in staat om tegenstand te financieren en het Engelse leger plunderde het platteland.

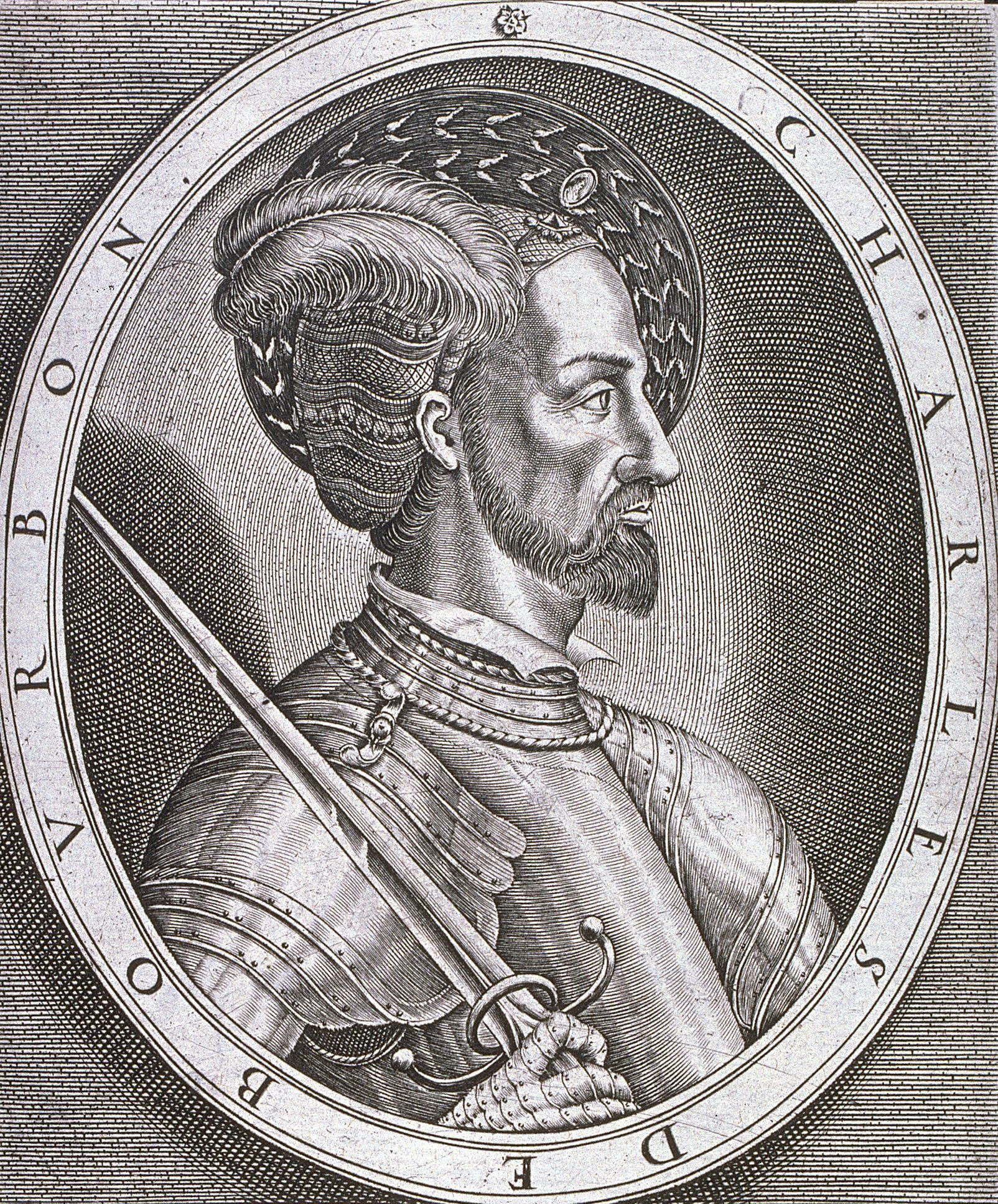
Karel III van Bourbon, op een gravure van Thomas de Leu. Vervreemd van Frans, verraadde Bourbon hem en sloot zich aan bij Karel V.

Frans probeerde op diverse manieren om geld bij elkaar te krijgen, maar concentreerde zich op een rechtszaak tegen Karel III van Bourbon. Het grootste deel van zijn bezit had Bourbon verkregen door zijn huwelijk met Suzanna van Bourbon, die kort voor de oorlog overleden was. Louise van Savoye, Suzannes zuster en de moeder van de koning, drong erop aan dat de gebieden naar haar overgingen vanwege de bloedverwantschap. Frans was ervan overtuigd dat het innemen van de landgoederen zijn financiële situatie dusdanig zou verbeteren dat hij de oorlog voort kon zetten en begon ze in zijn moeders naam deels te confisqueren. Bourbon was verbolgen over de behandeling die hij kreeg en de isolatie waarin hij aan het hof terechtkwam en begon toenadering te zoeken bij Karel V om de Franse koning te verraden.
Tegen 1523 was de situatie voor de Fransen nog verder verslechterd. De dood van doge Antonio Grimani bracht Andrea Gritti, een veteraan uit de Oorlog van de Liga van Kamerijk, aan de macht in Venetië. Hij begon al snel onderhandelingen met de keizer en op 29 juli tekende hij de Vrede van Worms, waarmee de republiek uit de oorlog stapte. Bourbon zette zijn complot met Karel V door en bood aan om een opstand tegen Frans te beginnen in ruil voor geld en Duitse troepen. Toen Frans, die op de hoogte was van het complot, hem in oktober ontbood in Lyon, wendde hij ziekte voor en vluchtte naar Besançon, in keizerlijk gebied. Uit woede beval Frans de executie van zoveel bondgenoten van Bourbon als hij te pakken kon krijgen, maar de hertog zelf verwierp een laatste aanbod van verzoening en kwam openlijk in keizerlijke dienst.
Karel viel toen Zuid-Frankrijk binnen over de Pyreneeën. Lautrec wist stand te houden in Bayonne tegen de Spanjaarden, maar Karel heroverde Fuenterrabía in februari 1524. Ondertussen viel op 18 september 1523 een enorm Engels leger onder leiding van Charles Brandon, de hertog van Suffolk, Frankrijk in vanuit Calais samen met Vlaams-keizerlijke troepen. De Fransen waren niet in staat zich te verdedigen en Brandon wist al snel de Somme over te steken, waarbij hij het platteland plunderde en tot zo'n tachtig kilometer van Parijs kwam. Toen Karel V het Engelse offensief echter niet bleek te steunen, trok Brandon zich terug van Parijs op 30 oktober en kwam halverwege december weer terug in Calais.

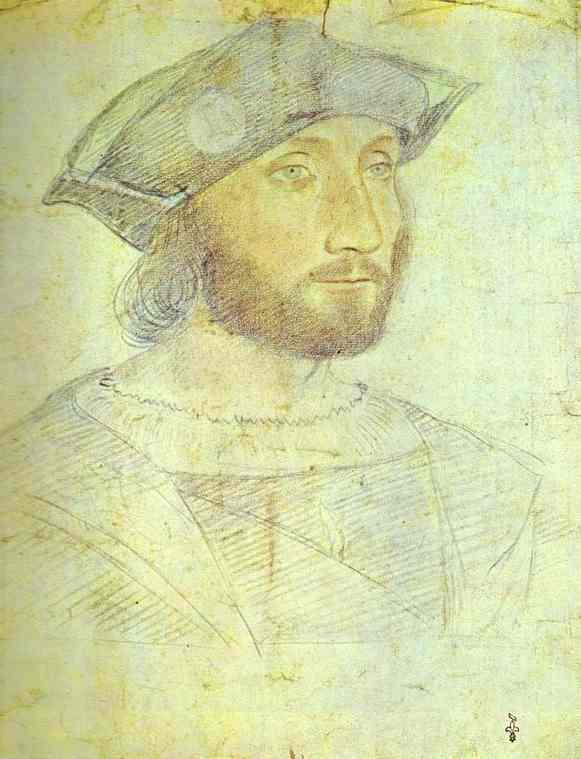
Guillaume Gouffier de Bonnivet, door Jean Clouet (c. 1516). Bonnivet voerde een aantal Franse legers aan tijdens de oorlog.

Frans richtte zich nu op Lombardije. In oktober 1523 rukte een Frans leger van 18.000 man onder Bonnivet door Piëmont op naar Novara, waar een even groot leger van Zwitserse landsknechten zich bij hem voegde. Prospero Colonna beschikte over slechts 9000 man en trok zich terug naar Milaan. Bonnivet overschatte echter de grootte van het keizerlijke leger en ging in winterkamp in plaats van de stad aan te vallen. Hierdoor waren de keizerlijke commandanten in staat om 15.000 landsknechten op te roepen en een groot leger onder Bourbon op 28 december, toen Karel van Lannoy de stervende Colonna verving. Veel van de Zwitsers verlieten nu het Franse leger en Bonnivet begon zich terug te trekken. De Franse nederlaag in de Slag bij de Sesia, waar Bayard om het leven kwam terwijl hij de Franse achterhoede aanvoerde, bewees opnieuw de kracht van grote aantallen haakbusschutters tegen meer traditionele troepen. In chaos trokken de Franse troepen zich daarna terug over de Alpen.
D'Avalos en Bourbon trokken over de Alpen met bijna 11.000 man en vielen de Provence in begin juli in. In de meeste kleine steden ondervonden ze geen tegenstand en op 9 augustus arriveerde Bourbon in de hoofdstad van het graafschap, Aix-en-Provence, en benoemde zichzelf tot graaf van Provence en zwoer trouw aan Hendrik VIII als dank voor diens steun tegen Frankrijk. Halverwege augustus sloegen Bourbon en d'Avalos het Beleg van Marseille, het enige bolwerk in de Provence dat nog in Franse handen was. Hun aanvallen op de stad slaagden echter niet en toen een leger onder Frans zelf eind september in Avignon arriveerde, waren ze gedwongen zich terug te trekken naar Italië.

## Pavia (1524–1525)
Halverwege oktober trok Frans over de Alpen naar Milaan aan het hoofd van een leger van 40.000 man. De troepen van Bourbon en d'Avalos waren nog niet hersteld van de campagne in de Provence en niet in staat de aanval af te slaan. Het Franse leger trok in verschillende colonnes op en weerde de pogingen van de keizerlijke troepen om hun opmars te stuitten af, maar wist niet het hoofdmacht in het gevecht te betrekken. Toch besloot Karel van Lannoy, die 16.000 man tot zijn beschikking had tegen 33.000 Franse troepen, dat de stad niet verdedigd kon worden en trok zich terug naar Lodi op 26 oktober. Na Milaan ingenomen te hebben en Louis II de la Trémoille als gouverneur te hebben aangesteld, trok Frans op aandringen van Bonnivet en tegen het advies van zijn andere commandanten, die een krachtige achtervolging van Lannoy voorstonden, naar Pavia, waar Antonio de Leyva verbleef met een groot keizerlijk garnizoen.

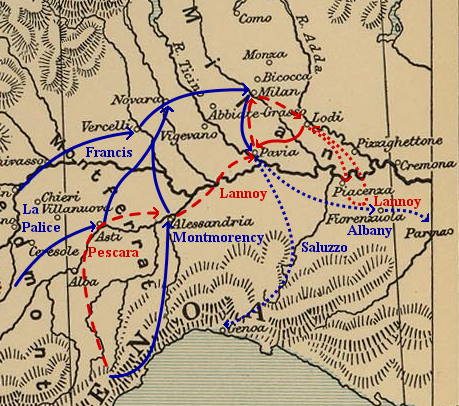
De Franse opmars in Lombardije en de Pavia campagne van 1524 – 1525. Franse bewegingen zijn aangegeven in het blauw, keizerlijke in het rood.

De hoofdmacht van de Franse troepen arriveerde eind oktober bij Pavia. Tegen 2 november was Montmorency de Ticino overgestoken en belaagde de stad vanuit het zuiden, waarmee de omcirkeling compleet was. In de stad waren zo'n 9000 man, voornamelijk huurlingen die Antonio de Leyva alleen kon betalen door het omsmelten van het kerkzilver. Hierna volgde een periode van schermutselingen en artilleriebeschietingen en waren halverwege november diverse bressen geschoten in de muren. Op 21 november deed Frans een poging om de stad in te komen door twee van de bressen, maar werd teruggedreven met veel verliezen. Gehinderd door regenachtig weer en een tekort aan buskruit besloten de Fransen om de verdedigers te laten uithongeren.
Begin december landde een Spaans leger onder Hugo de Moncada in de buurt van Genua met de bedoeling tussenbeide te komen in een conflict tussen pro-Valois en pro-Habsburg facties in de stad. Frans zond een grotere troepenmacht onder Michele Antonio di Saluzzo om hen te onderscheppen. Gezien de overmacht en de komst van een pro-Valois vloot onder Andrea Doria gaven de Spaanse troepen zich over. Frans tekende daarna een geheime overeenkomst met paus Clemens VII, die beloofde Karel V niet te hulp te schieten in ruil voor de verovering van Napels. Tegen het advies van zijn commandanten in stuurde Frans een deel van zijn troepen onder John Stewart naar het zuiden om de paus te hulp te schieten. Lannoy probeerde om de expeditie te onderscheppen bij Fiorenzuola, maar leed zware verliezen en moest zich terugtrekken naar Lodi door de tussenkomst van de beruchte Bande Nere van Giovanni de' Medici die net was overgestapt in Franse dienst. Medici keerde daarna terug naar Pavia met een voorraad buskruit bijeengebracht door Alfonso I d'Este. De Franse situatie was echter ook verslechterd door het vertrek van bijna 5000 Zwitserse huurlingen uit Graubünden die zich daar te weer stelden tegen plunderende landsknechten.

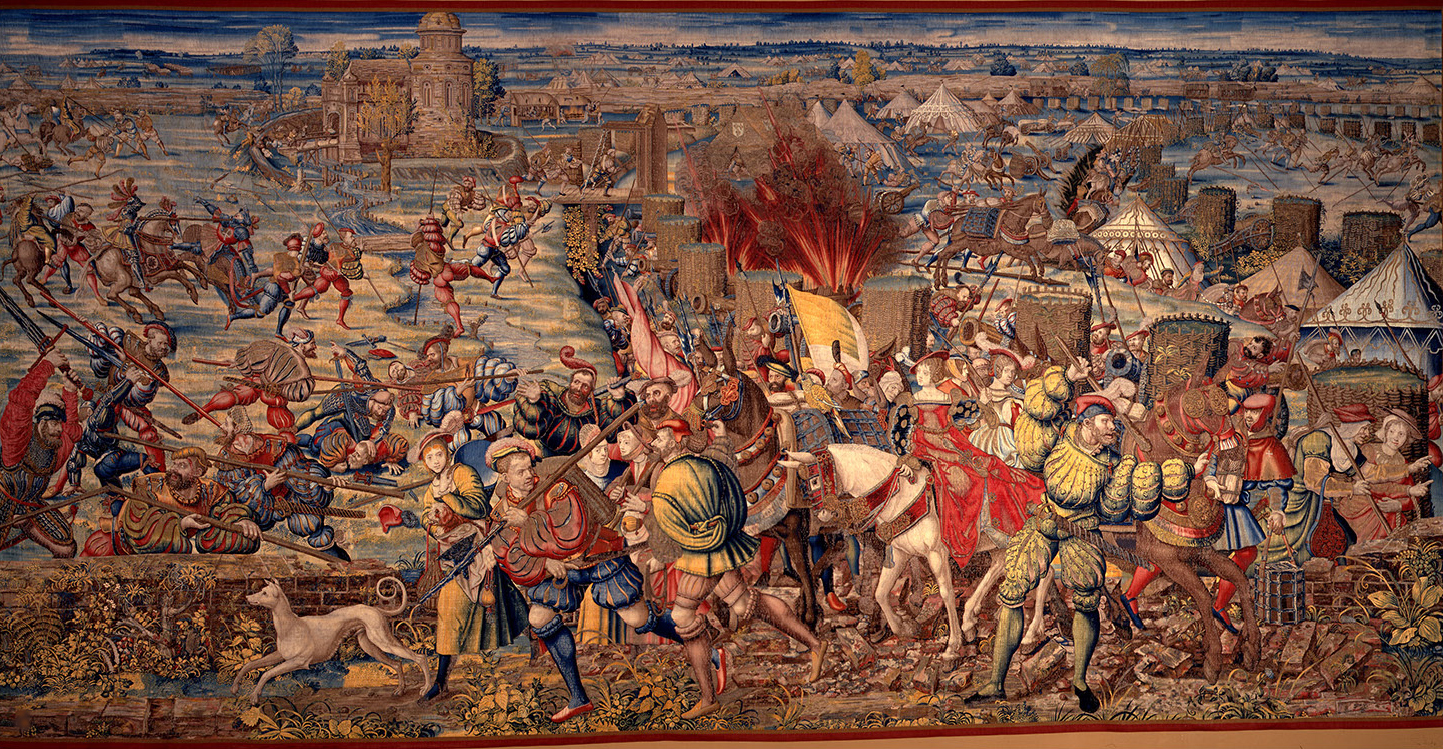
Deel van het Pavia Wandkleed door Bernard van Orley (c. 1531).

In januari 1525 kreeg Lannoy versterking van Georg von Frundsberg met 15.000 verse landsknechten en werd het offensief opnieuw opgepakt. D'Avalos veroverde de Franse voorpost bij San Angelo waarmee de communicatie tussen Pavia en Milaan afgesneden werd, terwijl een aparte colonne van landsknechten optrok naar Belgioioso en, ondanks kort teruggedreven te zijn door een aanval van Medici en Bonnivet, de stad bezetten. Op 2 februari was Lannoy slechts enkele kilometers van Pavia verwijderd. Frans had het grootste deel van zijn troepen kamp laten slaan in het grote ommuurde park van Mirabello buiten de stadsmuren, waarmee zij tussen het garnizoen van Leyva en het oprukkende leger lagen. Schermutselingen en uitvallen door het garnizoen gingen in de gehele maand februari door. Medici raakte zwaargewond en trok zich terug naar Piacenza om te herstellen, waardoor Frans een groot deel van het Milanese garnizoen terug moest roepen om het vertrek van de Bande Nere op te vangen. Over het geheel hadden de gevechten echter weinig effect. Op 21 februari besloten de keizerlijke aanvoerders - die door hun voorraden heen raakten en dachten dat er een Franse overmacht was - om het kasteel van Mirabello aan te vallen om zo de eer te redden en de Franse troepen te demoraliseren en een veilige aftocht te verzekeren.
In de vroege morgen van 24 februari 1525 openden keizerlijke ingenieurs de bressen in de muren van Mirabello, waardoor de troepen van Lannoy het park binnen konden. Op hetzelfde moment deed Leyva een uitval vanuit Pavia met het restant van het garnizoen. In de daaropvolgende vier uur durende slag belemmerde de Franse zware cavalerie, die tien jaar daarvoor zo effectief was geweest tegen de Zwitsers in de Slag bij Marignano, haar eigen artillerie door de snelle opmars en werd omsingeld en afgesneden door landsknechten en d'Avalos' Spaanse haakbusschutters. Ondertussen zorgde een serie van lange infanterieaanvallen voor de nederlaag van de Zwitserse en Franse infanterie. De Fransen leden zware verliezen, het grootste deel van hun leger. Bonnivet, Jacques de la Palice, La Trémoille en Richard de la Pole sneuvelden, terwijl Anne van Montmorency, Robert van der Marck en Frans zelf krijgsgevangen werden gemaakt, samen met veel van zijn edelen. Al snel daarna hoorde hij dat John Stewart het grootste deel van zijn leger was verloren door desertie en naar Frankrijk was teruggekeerd zonder ooit Napels te bereiken. De overgebleven Franse troepen, afgezien van een garnizoen dat achterbleef om het Castello Sforzesco in Milaan te houden, trokken zich terug over de Alpen onder Karel IV van Alençon en bereikten in maart Lyon.

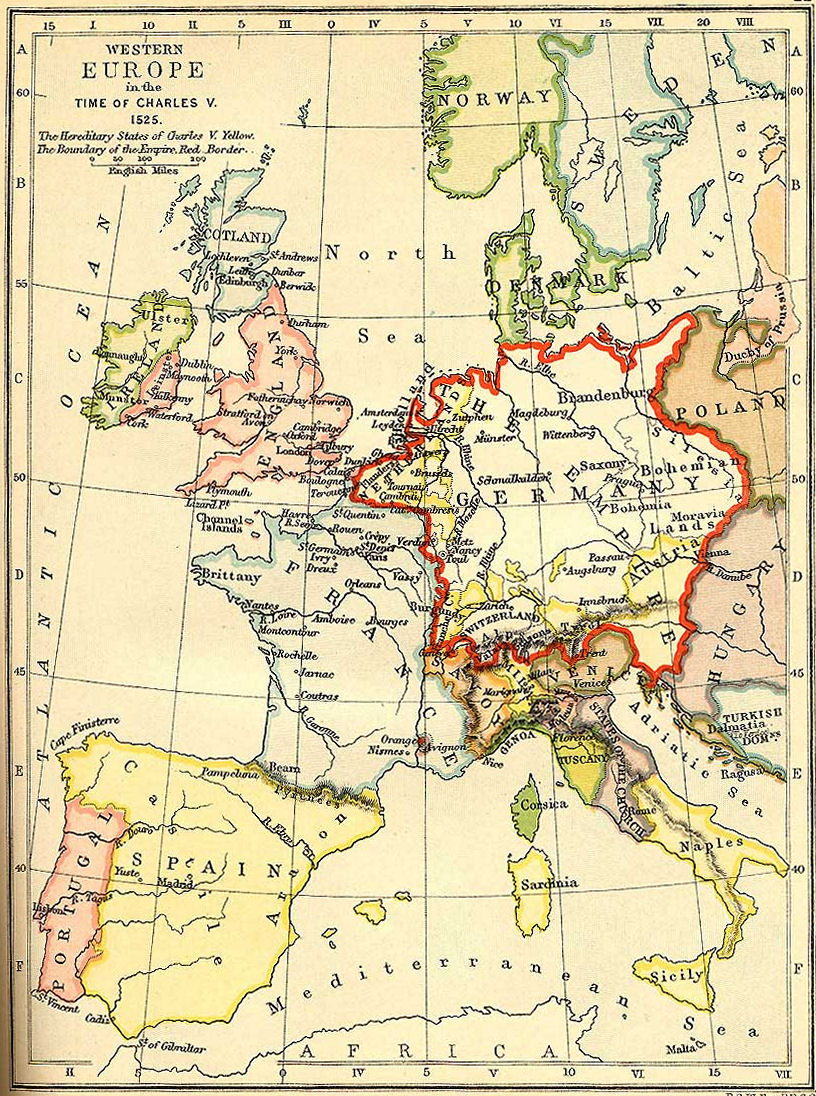
West-Europa in 1525, na de Slag bij Pavia.

## Madrid (1525–1526)
Na Pavia werd het lot van de Franse koning en Frankrijk zelf het onderdeel van verwoede diplomatieke manoeuvres. Karel V had geen geld meer om de oorlog voort te zetten en besloot ervan af te zien om in het Huis Tudor te trouwen zoals beloofd aan Hendrik VIII. Hij besloot daarentegen met Isabella van Portugal te trouwen die een aanzienlijkere bruidsschat met zich mee zou brengen. Bourbon spande ondertussen samen met Hendrik VIII om Frankrijk binnen te vallen en het daarna te verdelen. Hij moedigde ook d'Avalos aan om Napels te veroveren en zichzelf tot koning van Italië te benoemen. De loyaliteit van d'Avalos ten opzichte van Spanje was echter groter dan zijn persoonlijke ambitie, waardoor hij weigerde en het voorval doorgaf aan Karel V.
Louise van Savoye, die als regent voor haar zoon in Frankrijk verbleef, probeerde troepen en geld te verzamelen om de verdediging op te zetten tegen de verwachte inval in Artesië door Engelse troepen. Frans was er ondertussen van overtuigd dat hij zijn vrijheid zou verkrijgen als het hem werd toegestaan bij Karel V op audiëntie te komen en zette zowel d'Avalos als Lannoy onder druk om hem naar Spanje te sturen in plaats van het Castel Nuovo in Napels, wat zij aanvankelijk van plan waren. Omdat zij zich zorgen maakten over de plannen van Bourbon stemden zij in, waarna Frans op 12 juni in Barcelona arriveerde.
Frans werd aanvankelijk vastgehouden in een villa bij Valencia, maar Karel V werd aangespoord door Montmorency en Lannoy om tot een overeenkomst te komen, voordat de Italianen de keizerlijke alliantie zouden verbreken en beval dat Frans werd overgebracht naar Madrid om daar in de citadel vastgehouden te worden. Hij was echter niet te vermurwen om Frans persoonlijk te ontvangen totdat deze een overeenkomst had geaccepteerd. Karel V eiste niet alleen de overgave van Lombardije, maar ook van Bourgondië en de Provence. Frans bracht daarop naar voren dat de Franse wet hem verbood om land van de kroon op te geven zonder toestemming van het parlement, dat daaraan geen medewerking zou geven. De keizerlijke eisen werden eerst door Büren, de kamerheer van de keizer, aan Frans gegeven toen hij nog in het fort van Pizzighettone gevangen zat na de Slag van Pavia. Karel was aanvankelijk van plan geweest om Bourbon een onafhankelijke Provence te geven voor zijn diensten.

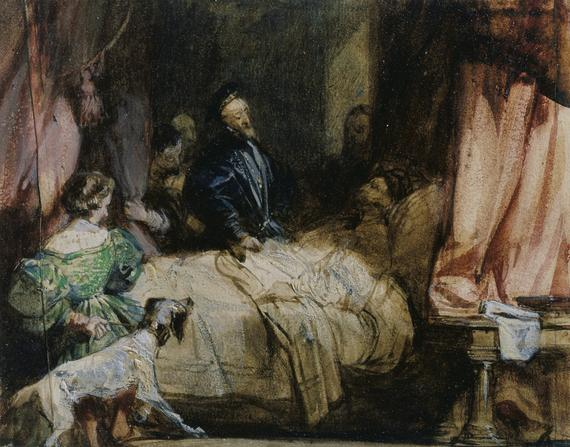
Karel V bezoekt Frans I na de Slag bij Pavia door Richard Parkes Bonington (c. 1827).

In september werd Frans ernstig ziek en zijn zuster, Margaretha van Valois kwam vanuit Parijs om hem gezelschap te houden in Spanje. De keizerlijke dokters dachten dat de ziekte veroorzaakt werd door zijn droefheid omdat hij niet ontvangen werd door de keizer en drongen er bij Karel V op aan dat hij hem bezocht. Tegen het advies van zijn grootkanselier Mercurino Gattinara, die redeneerde dat het bezoeken van Frans op zijn sterfbed voortkwam uit berekening in plaats van mededogen en dat dit Karel V onwaardig was, stemde de keizer in. Frans herstelde al snel volledig. Een ontsnappingspoging mislukte daarna en zorgde er alleen voor dat Margaretha terug werd gestuurd naar Frankrijk.
Begin 1526 kreeg Karel V te maken met de eisen van Venetië en de paus om Francesco II Sforza weer hertog van Milaan te maken. Hierdoor wilde hij een overeenkomst bereiken voor de volgende oorlog begon. Frans had zonder resultaat geprobeerd Bourgondië te houden en was bereid het te vergeven voor zijn vrijlating. Op 14 januari 1526 kwamen Karel V en Frans de Vrede van Madrid overeen, waarin de Franse koning afzag van zijn aanspraken op Italië, Kroon-Vlaanderen en Artesië en Bourgondië aan Karel V gaf. Ook zouden twee van zijn zonen als gijzelaar naar het Spaanse hof worden gestuurd en beloofde hij Karels zuster Eleonora van Habsburg te trouwen en Bourbon de gebieden terug te geven die hem afgenomen waren. Frans werd vrijgelaten op 6 maart en reisde onder begeleiding van Lannoy naar Fuenterrabía. Op 18 maart stak hij de Bidasoa over naar Frankrijk, terwijl tegelijkertijd de dauphin en zijn broer, die naar Bayonne waren gebracht door Louise en Lautrec, overstaken naar Spanje en in gevangenschap. Frans sloot in 1526 de Vrede van Hampton Court met Hendrik VIII die was opgesteld door Thomas Wolsey en de Franse ambassadeur in het Hampton Court Palace. In april 1527 werd het verdrag geratificeerd door een Franse delegatie in Greenwich.

## Oorlog van de Liga van Cognac

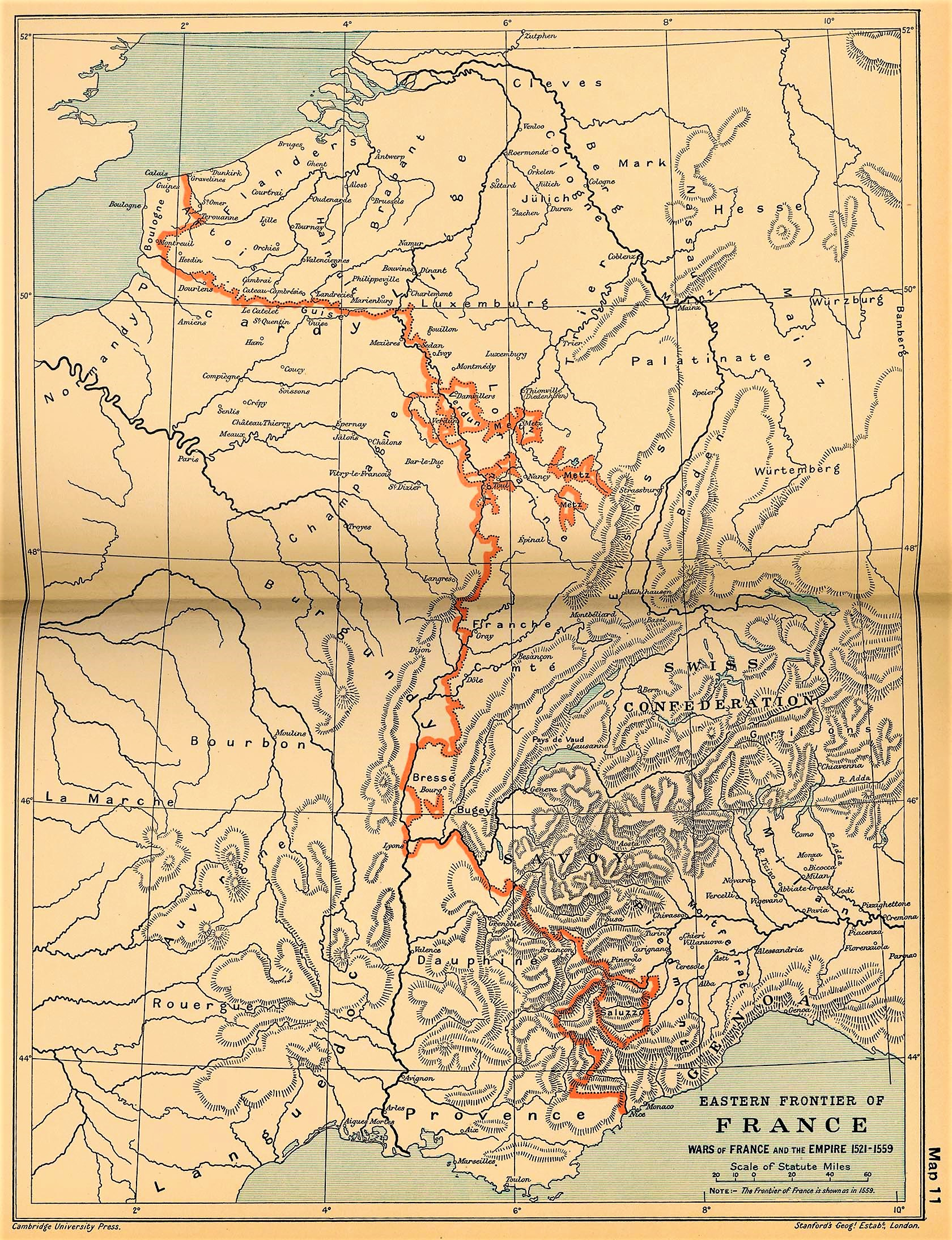
De grenzen van Frankrijk na de Vrede van Cateau-Cambrésis in 1559. Ondanks meer dan drie decennia van oorlog lukte het de Fransen niet hun voormalige bezittingen in Lombardije te heroveren.

Frans was niet van plan zich te houden aan de bepalingen van de Vrede van Madrid. Op 22 maart verklaarde hij met de zegen van de paus dat hij niet gebonden was aan het verdrag, aangezien het onder dwang was getekend. Paus Clemens VII was er ondertussen van overtuigd geraakt dat de groeiende macht van de keizer een bedreiging was voor zijn eigen positie in Italië en zond gezanten naar Frans en Hendrik VIII om een alliantie tegen Karel V voor te stellen. Hendrik had niets overgehouden aan de Vrede van Madrid en was ontvankelijk voor het aanbod. In mei begonnen Frans en de paus de Oorlog van de Liga van Cognac in een poging het gebied te heroveren dat de Fransen verloren hadden. Hendrik was onvriendelijk bejegend toen hij voorstelde om de alliantie in Engeland te tekenen en zou zich pas in 1527 aansluiten. De oorlog bleek geen succes, maar Frans en zijn opvolger Hendrik II van Frankrijk bleven gedurende de rest van de Italiaanse Oorlogen aanspraak maken op Milaan. Pas met de Vrede van Cateau-Cambrésis in 1559 deden ze afstand.
Italiaanse Oorlog (1494-1498) · Italiaanse Oorlog (1499-1504) · Oorlog van de Liga van Kamerijk (1508-1516) · Oorlog van Urbino (1517) · Italiaanse Oorlog (1521-1526) · Oorlog van de Liga van Cognac (1526-1536) · Italiaanse Oorlog (1535-1538) · Italiaanse Oorlog (1542-1546) · Italiaanse Oorlog (1551-1559)